# انفجار بركاني

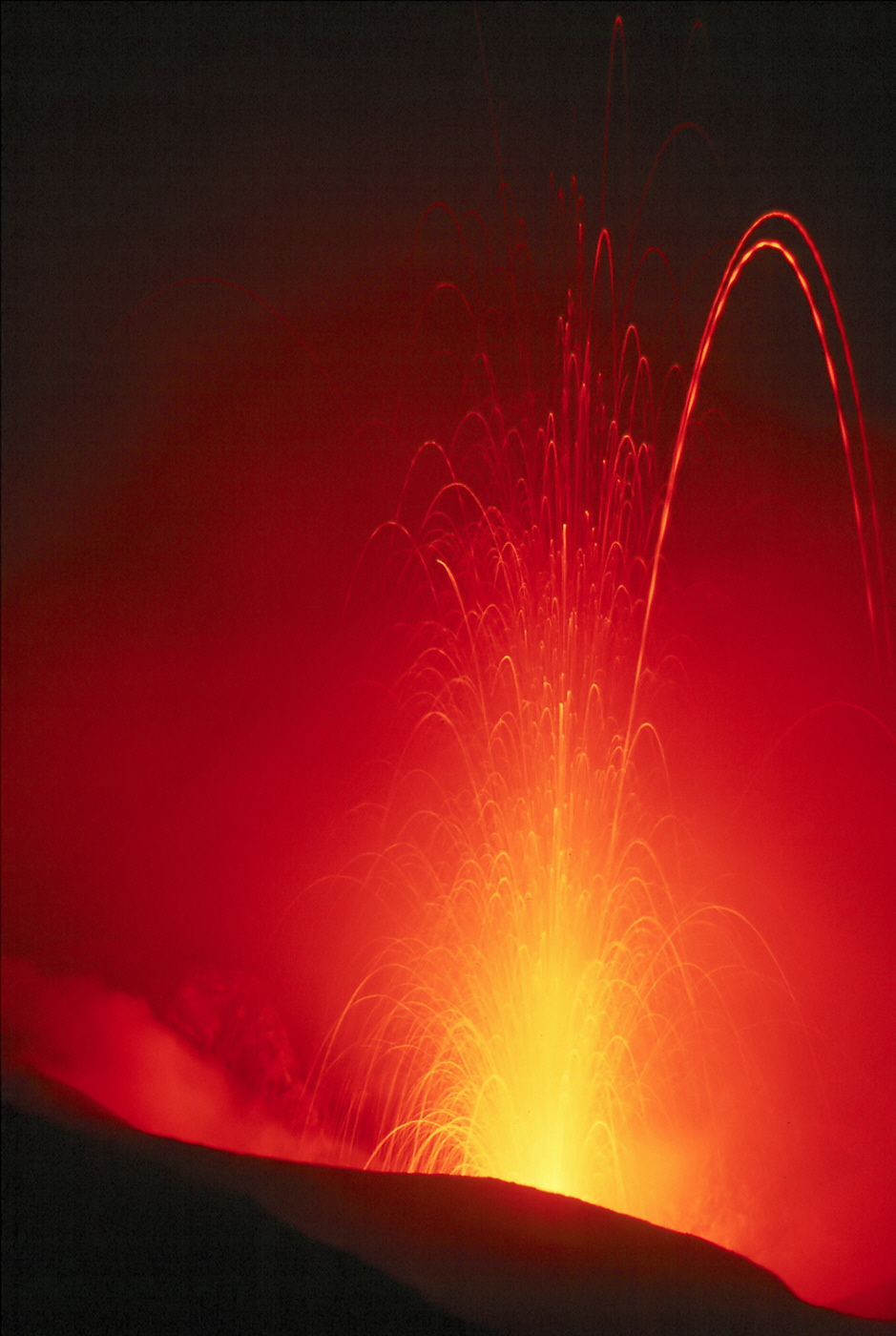
انفجار بركان سترومبولي Stromboli

انفجار بركاني (بالألمانية : Ejektion) هو نوع من النشاط البركاني يكون شديدا ومصحوبا بانبثاق الصخور المنصهرة [لافا] وانبثاق الغازات والرماد . يختلف هذا النوع من النشاط البركاني عن ما يسمى انبثاق بركاني الذي يكون هادئا نوعا ما ولا يكون مصحوبا بانفجار .
خلال الانفجار البركاني تتناثر الحمم والصخور وتسيل المجما magma وتكون مصحوبة بانبثاقات للغاز والرماد في هيئة لوافظ تصل عشرات الكيلومترات في الجو. وتتعلق شدة الانفجار البركاني بكمية الغازات المنبثقة ومن درجة لزوجة الماجما وتركيبها المعدني .

## اقرأ أيضا
- بركان
- انبثاق بركاني
- بركان تصدعي
- بركان درعي
- نقطة ساخنة
- ثوران جبل سانت هيلين سنة 1980